# Barajul Afrin
Barajul Afrin (în arabă سد عفرين), oficial Barajul 17 aprilie (în arabă سد 17 نيسان), numit și Barajul Maydanki (în arabă سد ميدانكي), este un baraj hidroelectric și de stocare a apei umplute cu pământ pe râul Afrin în nord-vestul Siriei. Acesta furnizează apă potabilă pentru aproape 200.000 de persoane, irigă aproximativ 30.000 hectarei (74.000 acri) de măslini, pomi fructiferi și culturi agricole și furnizează 25 MW de energie hidroelectrică. În prezent se află sub controlul armatei turce.